# Giggenhausener Bächlein
Das Giggenhausener Bächlein entsteht südwestlich von Giggenhausen im tertiären Hügelland. Es gehört zum Flusssystem der Isar. Im Giggenhausener Moos mündet es über Moosgraben und Bründlgraben von links in die Moosach.